# Pseudogyrinocheilus longisulcus
Pseudogyrinocheilus longisulcus är en fiskart som beskrevs av Zheng, Chen och Yang 2010. Pseudogyrinocheilus longisulcus ingår i släktet Pseudogyrinocheilus och familjen karpfiskar. Inga underarter finns listade i Catalogue of Life.